# Проспект 50 лет Октября (Климовск)
Проспект 50 лет Октября (Климовск) — одна из крупных улиц микрорайона Климовск города Подольска Московской области. Проспект располагается в восточной части микрорайона относительно железнодорожной ветки Курского направления Московской железной дороги.
Название проспекта приурочено к 50 летнему юбилею Октябрьской революции 1917 года (полное название в СССР — Великая Октябрьская социалистическая революция).

## Описание
Проспект берет свое начало от пересечения с Заводской улицей (микрорайон Климовск) и далее уходит в юго-западном, а позднее в южном направлении. Заканчивается проспект на пересечении с улицей 8 марта (микрорайон Климовск).
Нумерация домов на проспекте начинается со стороны Заводской улицы.
По ходу движения со стороны Заводской улицы проспект пересекают улица Дмитрия Холодова, Театральная улица, железнодорожная ветка (ответвление от путей Курского направления Московской железной дороги) на одно из производственных предприятий микрорайона, Южный переулок, улица Циолковского, улица Пушкина, улица |Ломоносова, Водопроводная улица, Декабрьская улица, улица Маяковского, улица Чернышевского и улица Володарского.
На всем своем протяжении проспект 50 лет Октября является улицей с двусторонним движением.
Почтовый индекс проспекта 50 лет Октября — 142180, 142181, 142184.

## Примечательные здания и сооружения
- Сквер Науки с монументом (сквер на пересечении с Заводской улицей)[2][3].
- Памятник — артиллерийская пушка на Октябрьской площади микрорайона Климовск.
- Детский парк культуры и отдыха (ПКиО) (Заводская улица, владение 6 А). Парк имеет разные зоны для организации и проведения культурно-массовых, детских и спортивных мероприятий[4][5].
- Климовский историко-краеведческий музей (владение 24 А)[6]. Музей был открыт в 1999 году на базе экспонатов и фондов музея Боевой и Трудовой славы Климовского машиностроительного завода имени В. Н. Доенина (КМЗ). Современная экспозиция музея делится на 3 блока — «Единый город» (знакомит с возникновением значимых предприятий, их историей, выпускаемой продукцией и современной жизнью Климовска); «Краеведческий» блок (знакомит с историй Подольского района, окрестностей Климовска, укладом жизни XIX—XX веков); «Воинская слава» (знакомит с историей связанной с периодом Великой Отечественной войны).
- Братская могила на Октябрьской площади микрорайона Климовск.
- Памятник-монумент «Скорбящая мать» (Октябрьская площадь). Памятник был открыт в 1967 году, к 50-летней годовщине Октябрьской революции. Автором памятника является подольский архитектор Леонид Петрович Земсков. Проект был реализован на средства Климовского штамповочного завода. Композиция состоит из фигуры скорбящей матери, которая держит в руках венок, Стеллы и памятного камня с фамилиями жителей Климовска, погибших в годы Великой Отечественной войны[7]. Список состоит из 207 фамилий[8][9].
- Муниципальное бюджетное образовательное учреждение Гимназия имени Подольских курсантов (дом 18). Имя Подольских курсантов было присвоено гимназии в 1988 году. При гимназии действует музей посвященный подвигу Подольских курсантов. Такой тематический музей появился в 1965 году и был первым в Советском Союзе. Также на территории гимназии организован сквер и установлен памятник Защитникам Родины в годы Великой Отечественной войны. Открытие памятника проходило в торжественной обстановке 7 мая 2015 года и было приурочено к 70-летнему юбилею победы в Великой Отечественной войне. Авторами проекта памятника являются члены Союза художников России Виктор Михайлов и Олег Слепов. Композиция представляет собой фигуры артиллериста и пехотинца высотой более 2-х метров, отлитые в бронзе[10].
- Климовская городская больница № 2 (дом 21)[11]. Климовская городская больница № 2 изначально была построена как медсанчасть Климовского штамповочного завода. Главный корпус больницы был построен в 1968 году и совмещен с отделением стационара. В 2017 году были начаты масштабные работы по ремонту медицинского учреждения[12][13]. После проведения работ стационар больницы вмещает 220 коек, количество посещений составляет 750 человек в смену, а медицинский персонал составляет 583 человека[14].
- Муниципальное казенное образовательное учреждение для детей-сирот и детей оставшихся без попечения родителей городского округа Подольск (микрорайон Климовск, Южный поселок, 29-А).

## Транспорт
По проспекту проходят автобусные маршруты № 3; № 35; № 44; № 49; № 426; и № 432, а также осуществляется движение маршрутных такси № 4 и № 35К.